# Nezha Bidouane
Nezha Bidouane (in arabo نزهة بدوان‎?; Rabat, 18 settembre 1969) è un'ex ostacolista marocchina, specializzata nei 400 metri ostacoli, disciplina di cui è stata campionessa mondiale ad Atene 1997 ed Edmonton 2001.

## Record nazionali

### Seniores
- 200 metri piani: 23"29 ( Rieti, 30 agosto 1998)
- 400 metri piani: 51"67 ( Berlino, 1º settembre 1998)
- 400 metri piani indoor: 53"54 ( Parigi, 7 marzo 1997)
- 100 metri ostacoli: 13"55 ( Porto, 12 agosto 1990)
- 400 metri ostacoli: 52"90 ( Siviglia, 25 agosto 1999)
- Staffetta 4×100 metri: 46"05 ( Atene, 11 luglio 1991)

## Palmarès
| Anno | Manifestazione          | Sede       | Evento      | Risultato  | Prestazione | Note                                    |
| ---- | ----------------------- | ---------- | ----------- | ---------- | ----------- | --------------------------------------- |
| 1990 | Campionati africani     | Il Cairo   | 100 m hs    | Argento    | 13"70       |                                         |
| 1990 | Campionati africani     | Il Cairo   | 400 m hs    | Oro        | 57"17       |                                         |
| 1991 | Mondiali indoor         | Siviglia   | 400 m piani | Batteria   | 55"69       |                                         |
| 1991 | Mondiali indoor         | Siviglia   | 60 m hs     | Batteria   | 8"74        | Record nazionale                        |
| 1991 | Giochi del Mediterraneo | Atene      | 400 m hs    | Oro        | 55"13       |                                         |
| 1991 | Mondiali                | Tokyo      | 400 m hs    | Semifinale | 56"62       |                                         |
| 1992 | Giochi olimpici         | Barcellona | 400 m hs    | Semifinale | 55"08       |                                         |
| 1993 | Giochi del Mediterraneo | Linguadoca | 400 m hs    | Oro        | 56"09       |                                         |
| 1993 | Mondiali                | Stoccarda  | 400 m hs    | Batteria   | dnf         |                                         |
| 1995 | Mondiali                | Göteborg   | 400 m hs    | Batteria   | dq          |                                         |
| 1997 | Mondiali indoor         | Parigi     | 400 m piani | Batteria   | 53"54       |                                         |
| 1997 | Giochi del Mediterraneo | Bari       | 400 m hs    | Oro        | 55"01       | Record dei campionati                   |
| 1997 | Mondiali                | Atene      | 400 m hs    | Oro        | 52"97       | Record africano                         |
| 1998 | Campionati africani     | Dakar      | 400 m hs    | Oro        | 54"24       | Record dei campionati                   |
| 1999 | Mondiali                | Siviglia   | 400 m hs    | Argento    | 52"90       | Record africano                         |
| 2000 | Giochi olimpici         | Sydney     | 400 m hs    | Bronzo     | 53"57       |                                         |
| 2001 | Mondiali                | Edmonton   | 400 m hs    | Oro        | 53"34       | Miglior prestazione mondiale stagionale |
| 2004 | Giochi olimpici         | Atene      | 400 m hs    | Batteria   | 55"69       |                                         |

## Altre competizioni internazionali
1992
- 6ª in Coppa del mondo ( L'Avana), 400 m hs - 58"30

1994
- 5ª in Coppa del mondo ( Londra), 400 m hs - 57"35

1997
- 5ª alla Grand Prix Final ( Fukuoka), 400 m hs - 55"12

1998
- Oro in Coppa del mondo ( Johannesburg), 400 m hs - 52"96

1999
- 6ª alla Grand Prix Final ( Monaco di Baviera), 400 m hs - 54"94

2001
- 5ª alla Grand Prix Final ( Melbourne), 400 m hs - 55"05